# Instrukcja techniczna G-4
Instrukcja techniczna G-4 – standard techniczny w geodezji w Polsce, obowiązujący na podstawie rozporządzenia Ministra Spraw Wewnętrznych i Administracji z dnia 24 marca 1999 (Dz.U. Nr 30, poz. 297), zbiór wytycznych dotyczących geodezyjnych pomiarów sytuacyjnych i wysokościowych wprowadzonych zarządzeniem Prezesa Głównego Urzędu Geodezji i Kartografii z 28 czerwca 1979 w sprawie stosowania instrukcji technicznej "G-4 Pomiary sytuacyjne i wysokościowe". Ostatnim wydaniem jest wydanie III z 1988 opracowane w Instytucie Geodezji i Kartografii przez Apoloniusza Szejbę, Bogdana Grzechnika, Stefana Kacprzaka, Jana Kulkę, Henryka Musiatowicza zgodnie z zaleceniami Biura Rozwoju Nauki i Techniki Głównego Urzędu Geodezji i Kartografii reprezentowanego przez Edwarda Jarosińskiego. W związku z wprowadzeniem ustawy o infrastrukturze informacji przestrzennej z 4 marca 2010 roku, standardy techniczne jako przepisy wykonawcze zachowują moc do 8 czerwca 2012 roku.
Instrukcja G-4 zawiera ogólne zasady techniczne, obowiązujące przy wykonywaniu bezpośrednich i fotogrametrycznych:
- pomiarów sytuacyjnych – zespołu czynności technicznych pozwalających na określenie kształtu, wielkości i wzajemnego położenia szczegółów terenowych, umożliwiających przedstawienie ich obrazów w rzucie prostokątnym na powierzchnię odniesienia,
- pomiarów wysokościowych – zespołu czynności technicznych pozwalających na określenie wysokości punktów względem przyjętego poziomu odniesienia i umożliwiających przedstawienie form ukształtowania terenu,
- pomiarów uzupełniających – zespołu czynności technicznych pozwalających na dostosowanie dokumentów geodezyjno-kartograficznych do ich zgodności z terenem w zakresie ustalonej dla nich treści,

służących do sporządzania aktualizacji mapy zasadniczej oraz map tematycznych.
Instrukcja G-4 określa m.in.:
- prace przygotowawcze do wykonania pomiarów
- przedmiot pomiarów sytuacyjnych
  - bezpośrednie pomiary
  - fotogrametryczne pomiary
  - zasady generalizacji konturów szczegółów terenowych
- przedmiot pomiarów wysokościowych
  - bezpośrednie pomiary rzeźby terenu
  - fotogrametryczne pomiary rzeźby terenu
- pomiary uzupełniające
  - sytuacyjne
  - wysokościowe

Stosowanie metod, narzędzi i materiałów nieprzewidzianych instrukcją G-4 jest dopuszczalne, a metod będących wynikiem postępu technicznego jest zalecane, pod warunkiem zachowania wymaganych dokładności opracowań wynikowych. Prace geodezyjne związane z podziemnym uzbrojeniem terenu regulują wytyczne techniczne G-4.4.
Pierwsze wydanie instrukcji z 1979 zastąpiło wcześniejszą instrukcję techniczną C-IV "Geodezyjna inwentaryzacja uzbrojenia terenu". Ponadto straciły moc zarządzenia wprowadzające do stosowania:
- instrukcję C-I "Pomiary sytuacyjne"[6]
- instrukcję B-VII "Pomiar rzeźby terenu"[7]
- instrukcję B-III "Poligonizacja techniczna. Część II. Wzory i przykłady"[8]